# عبد المجيد الثنيان
عبد المجيد الثنيان (بالإنجليزية: Abdulmajeed Al-Thunayan)‏؛ مواليد 2 أبريل 1990 في الرياض ، السعودية، هو لاعب كرة قدم سعودي يلعب حالياً في نادي النهضة.

## مسيرة اللاعب
كانت بداياته مع نادي العيون و لعب بعدها مع نادي سدوس ونادي الاتفاق ونادي الخليج ونادي ضمك ونادي الجندل ونادي الرياض ونادي الروضة ونادي النهضة.